# Komet
Komet (prema grč. ϰομήτης: dugokos; zvijezda repatica) je nestalno nebesko tijelo u Sunčevu sustavu kojima su staze vrlo izdužene, a ravninu ekliptike mogu presijecati pod bilo kojim kutom. Njihovo je osnovno tijelo jezgra, rahla tvorevina smrznutih tvari, leda s prašinom. Oko jezgre razvija se koma (koja zajedno s jezgrom čini glavu kometa), a iz nje rep. Veličina jezgara većinom je nepoznata; desetak bolje upoznatih jezgara promjera su od jednoga do dvadeset kilometara.
Koma (lat. coma < grč. ϰόμη: kosa, vlasi) je magličasti ovoj kometske jezgre koji zajedno s jezgrom tvori glavu kometa. Sastoji se od rijetkih plinova i prašine. Kuglasta je ili izdužena oblika, a katkada pokazuje slojeve. Veličine je kao jedna do deset Zemaljskih kugli. Nastaje kada Sunce dovoljno zagrije kometsku jezgru, iz koje se tada oslobađaju plinovi sublimacijom zaleđene tvari, noseći sa sobom čestice praha. Koma je zapravo atmosfera u kojoj djelovanjem Sunčeva zračenja dolazi do disocijacije molekula i do ionizacije produkata raspada, koji su pobuđeni pa svijetle. Zbog utjecaja Sunčeva vjetra i magnetskog polja, plinovi kome udaljuju se od Sunca brzinom oko 1 km/s i oblikuju rep, koji je ravan i svijetli modrikasto. Na nekoj udaljenosti od jezgre, čestice prašine lebde slobodno i ovisno o svojoj masi gibaju se u polju Sunčeve sile teže. Tako nastaje žućkasti zavinuti prašni rep koji odbija Sunčevu svjetlost. Čestice kome raspršuju se po kometskoj stazi.
Komet je nebesko tijelo koja se nalazi u eliptičnoj putanji oko Sunca. Dolaze iz najudaljenijih i najhladnijih područja Sunčevog sustava. Tamo su odbačeni gravitacijom divovskih planeta kada je Sunčev sustav tek nastajao. Većina ih stiže iz Oortovog oblaka – ledene sferične oblasti na samom rubu Sunčevog sustava. Kometi se sastoje od silikatne prašine i smrznutih plinova u obliku raznih vrsta leda (inja) koji čine poroznu jezgru. Kada se putanja kometa počne približavati Suncu, zbog povećanja temperature, led i smrznute čestice počinju isparavati stvarajući oblak plina oko kometa koji se zove koma. Zbog pritiska Sunčevog vjetra i radijacije, koma i tijelo kometa prilikom raspadanja pretvaraju se u karakteristične repove koji su vidljivi na nebu. Smjer plinovitog repa je u pravcu suprotno od Sunca, dok je rep kojeg čine čestice prašine nešto širi i tromiji u pomicanju. Rep može biti dug milijunima kilometara.

## Povijest
Kometi su vrlo rano skrenuli pozornost. Njihova se pojava obično smatrala predznakom nesreće. Najstariji zapis o pojavi kometa potječe iz 2315. pr. Kr. U antičko doba, kometi su se smatrali atmosferskim pojavama, o čemu govore tekstovi Aristotela i Ptolomeja. Aristotel je prvi pokušao objasniti njihovo podrijetlo, tvrdeći da su to atmosferske pojave, tj. pare koje su došle u blizinu ognjene sfere i ondje se zapalile, a rep je bio vjetrom nošeni plamen. Neuk je čovjek kometu predbacivao nesreće svake vrste, ratove, kugu, pogrom, poplavu, potres, kraj svijeta… Zbog čestine njihove pojave bilo ih je uvijek lako povezati s nekim događajem.
Astronomi Tycho Brahe i Michael Maestlin pokazali da se kometi nalaze izvan Zemljine atmosfere, mjereći paralaksu Velikog kometa iz 1577. (današnje službene oznake C/1577 V1). Unutar preciznosti mjera, ovo je impliciralo da je komet barem četiri puta dalje nego Zemlja od Mjeseca. Brahe im ipak nije bio u stanju odrediti paralaksu). Komet se najprije pojavljuje kao maglica s jedva zamjetljivom jezgrom. Približavanjem Suncu na 2 do 3 AJ (astronomske jedinice), jezgra se zagrijava, isparava u obliku mlazova i ovija atmosferom, iz koje se izdvaja plinovito-prašni rep. Zbog toga se sjaj kometa stalno mijenja. Rep se izduži do više stotina milijuna kilometara. 
Prve staze odredio je Edmond Halley 1705. godine. Ustanovio je da su staze 24 kometa parabolične. Za komete viđene 1456., 1531., 1607. i 1682. ustanovio je podudarnost staza i time je ustvari otkrio jedan jedinstven komet, prozvan njemu u čast, Halleyjev komet. On sam promatrao ga je jednom. U povijesno doba zabilježeno je ukupno oko 2 000 takvih pojava, a podataka o stazama ima u 1 000 slučajeva. Među njima je ustanovljeno oko 600 različitih kometa, jer se neki kometi ponovo vraćaju. Svake se godine zapazi desetak kometa. Većinom su dostupni samo teleskopu. Golim okom vidljivo ih je tek desetak u stoljeću. 
Označavanje ili numeriranje kometa je najprije privremeno, s oznakom godine koju prati malo slovo. Ono označava redoslijed otkrića u danoj godini. Na primjer, 1981 c znači da je komet kao treći opažen u godini 1981. Kada se odredi staza, pa se ustanovi da komet nije već prije viđen, dobiva ime otkrivača i uz godinu otkrića rimski broj koji označava redoslijed prolaska kroz perihel. Na primjer 1980 II znači da je komet te godine bio drugi koji je prošao perihelom.

## Osnovni podaci
Kometi su složena tijela koja se oko Sunca gibaju izduženim stazama. Potpuno razvijeni komet sastoji se od jezgre, kome (kose) i repa. Jezgra i koma čine glavu kometa. Uokrug cijelog kometa širi se vodikova koma ili halo, koja se zapaža jedino u ultraljubičastoj svjetlosti. Katkada se uočava oblak prašine koja se širi oko kometa u ravnini njegove staze. Za veličinu kometa teško je dati jedinstvene podatke. Dok je jezgra razmjerno čvrsta, veličine od 1 do 10 kilometara, što ne znači da nema manjih, a možda i mnogo većih, koma i rep se neprestano mijenjaju. Za orijentaciju uzimamo da je veličina kome od 50 do 100 000 km, a repa 10 milijuna km. Kometi su promjenjiva sjaja i oblika. Pod utjecajem Sunčeva zračenja, komet se zagrijava i tvar istječe iz jezgre. Približavanjem Suncu, glava se izdužuje i iz nje se izvlači rep, usmjeren na stranu suprotno od Sunca. Zbog istjecanja tvari, kometi su trošni i raspadaju se. Staze su im podložne promjenama. 

### Svojstva
Spektralnom analizom u komi i repu pronađeni su radikali, neutralne i ionizirane molekule. U unutarnjoj komi nalaze se pojedinačni atomi vodika, ugljika, natrija, željeza i drugi, u vanjskoj komi radikali (CH, OH, C2 i drugi), a u repu pretežu ioni (CO+, CN+, OH+, N2+ i drugi). Plinoviti rep modrikaste je boje zbog fluorescencije iona CO+. Rep je male gustoće pa na nj tlači Sunčev vjetar s magnetskim poljem; ionski je rep ravan, uvijek u smjeru suprotnom od Sunca. Prašna sastavnica repa zaostaje za gibanjem kometa, pa je prašni rep zakrivljen; žućkaste je boje zbog odraza Sunčeve svjetlosti. Katkada se zamjećuje i proturep, kao šiljak okrenut prema Suncu, a sastoji se od prašine koja okružuje komet. Zbog pojave repa, komet se u puku naziva (zvijezdom) repaticom. Koliko se zna, Zemlja je više puta prošla kroz rep kometa bez ikakvih posljedica, na primjer 1910. kroz rep Halleyjeva kometa. Što se komet nakon prolaska kroz perihel više udaljuje od Sunca, to mu se rep više smanjuje i konačno iščezne. 
Zbog gubitka materije kometi su kratkotrajne tvorevine. Manji nestanu nakon 1 do 5 prolazaka oko Sunca, što se prvi put primijetilo 1872., kada se umjesto kometa Biela pojavio roj meteora Andromedida ili Bielida. Halleyjev komet je pri prolasku trošio 50 tona vode u sekundi. Procjenjuje se da je vijek trajanja kometa najviše milijun godina. Privlačna sila planeta ometa komet u gibanju i može ga izbaciti iz Sunčeva sustava, usmjeriti na Sunce ili na planet, što se zbilo s kometom Shoemaker-Levy 7, koji je najprije postao Jupiterov satelit, a zatim 1994. pao na nj, razdrobljen plimnom silom u dvadesetak dijelova. Kako su konačnoga trajanja, kometi nisu u Sunčevoj blizini mogli preživjeti od postanka Sunčeva sustava, pa se pretpostavlja da postoji spremište kometskih jezgara iza Plutonove staze u Kuiperovu pojasu i na pola puta do najbližih zvijezda u Oortovu oblaku. Oko Sunca obilazi oko 200 kratkoperiodičnih kometa (mogu se vidjeti više puta), koji su podijeljeni u porodice s obzirom na položaj afela, te dugoperiodični kometi (viđeni samo jednom). Kratkoperiodični kometi nastaju od dugoperiodičnih kometa koje gravitacijski poremete planeti. Iz svemirskih se letjelica otkriva sve više kometa, a neke od letjelica namijenjene su njihovu presretanju.
Među značajnijim kometima nalaze se Halleyjev komet, Enckeov komet (ima najkraće ophodno vrijeme od 3.3 god.), de Cheseauxov (1744., pokazivao je šest repova), Donatijev (1858., pokazivao je glavu s nizom koncentričnih haloa), Kohoutekov komet (1973., na njemu je otkrivena voda).

### Staze kometa
Na staze kometa, osim Sunca, jako utječu veći planeti. Razlog je u tome što je masa kometa veoma mala, pa je znatan učinak gravitacijske sile planeta. Posebno velik utjecaj pokazuje Jupiter. Stvarnu putanju kometa teško je, pogotovo u većem njezinu dijelu, predočiti jednom od čunjosječnica (elipsa, parabola i drugo), s jednim jedinim numeričkim ekscentricitetom. Stvarne, poremećene putanje kometa su vijugave i spiralne, ili "elipse koje pulsiraju". Komet prelazi s jedne krivulje na drugu. Pod utjecajem divovskih planeta, kometi znadu s veće staze prijeći na manju i zadržati se na njoj. No proces može biti i obratan, kada komet odlazi na stazu veće poluosi. 
Staze kometa veoma su izdužene. Malo kometa ima ekscentricitet manji od 0.4. No značajno je da ekscentriciteti nikada bitno ne prelaze jedinicu. Najveću zabilježenu vrijednost od 1.006 imao je komet Sandage 1972 IX (Allan Sandage). Kada bi kometi bili međuzvjezdanog porijekla, staze bi im morale biti bilokakve hiperbole, a ne samo one koje graniče s parabolom. Zato je ispravno smatrati da su kometi članovi Sunčeva sustava. Onima koji dolaze iz najvećih daljina, period je nemoguće ustanoviti, ne samo zbog velike izduženosti, već i zato što su im u prisustvu planeta staze poremećene. 
Kometi se razvrstavaju u dugoperiodičke, s periodom duljim od 200 godina, i kratkoperiodične. Među njima najduži period zabilježen je u kometa Grigg-Melish 1742, a iznosi 164.3 godina. Tablice kometa sadrže nešto više od stotinu kratkoperiodičnih kometa. Među njima se razlikuju porodice, ovisno o tome gdje im je smješten afel. Najbolje je određena i najbrojnija je porodica Jupiterovih kometa. Periodi tih kometa kreću se između 3.3 i 15 godina. Po prosječnoj su udaljenosti smješteni između staza Marsa i Saturna. No zbog izduženosti staza, Suncu se dosta približe, neki i do blizine Merkura. Pripadnici Jupiterove porodice imaju male nagibe staza. Nema člana s inklinacijom većom od 45°, a prosječna je inklinacija 12°. Staze su im dakle stiješnjene uz ravninu ekliptike. Što je tome razlog? Ili su pod djelovanjem gravitacijskog polja Jupitera malo pomalo smanjivale inklinaciju (ima potvrda za takav proces), ili je Jupiter iz mnoštva dolaznih kometa izdvajao samo one kojima se ravnine staza nisu jako otklanjale od ravnine u kojoj se on giba. 
Bilo je slučajeva da je komet naizmjenično prelazio iz Jupiterove porodice u Saturnovu. Saturnova porodica kometa broji njih desetak, Uranova porodica nekoliko, a Neptunova porodica također desetak. Neptunovoj porodici pripada Halleyjev komet, koji je retrogradan, kao malo koji od kratkoperiodičkih kometa. S povećanjem srednjih udaljenosti od Sunca, ekscentricitet staza i njihovi nagiba sve su veći. 
Raspored kometa po perihelima pokazuje svojevrsnost. Nađena je jedna skupina od 9 kometa kojima je minimalni radijus-vektor od 0.005 do 0.009 AJ, a numerički ekscentricitet blizu jedinici. Ti se kometi u naše doba više neće pojaviti. Perihel im se praktički nalazi u Sunčevoj koroni, i kroz nju prolaze s brzinom od 500 km/s. Dugoperiodički kometi imaju ravnine staza raspoređene bilo kako u odnosu na ekliptiku. Što je nagib staze veći, to je manja vjerojatnost da dođe do bliskog susreta s nekim od planeta, pa da se staza takvog kometa znatnije promijeni i da komet postane kratkoperiodički. 
Istina je, dakle, da kometi imaju staze i direktne i retrogradne, da mogu imati bilo koji nagib prema ekliptici i raznolike ekscentricitete, ali u tom neredu ipak ima nekog sistema. 

### Otkud dolaze kometi?
Negdje u prostoru mora postojati zaliha kometa. U blizini Sunca oni se pokazuju krhkim, troše se i ponekad pretvaraju u meteorske rojeve. Prema Janu Hendriku Oortu, Sunce je praćeno golemim oblakom kometskih jezgri koji se pruža do na pola puta do najbližih zvijezda. U Oortovu oblaku ima na milijarde kometa. Kada se njihove staze poremete, stižu u Sunčevu blizinu, gdje ih planeti mogu zarobiti; oni kojima se to dogodi, postaju članovi planetskih porodica. Neki će se pak ponovo vratiti u blizinu Sunca, ali za više desetaka tisuća i milijuna godina, a neki prijeći će u područje drugih zvijezda. 

## Građa kometa
Kao pojava, komet se razlikuje od drugih nebeskih tijela po magličastoj ovojnici, komi. Maglica slabi pri rubu tako da se prelijeva u svjetlost okolnog neba. U središtu kome nazire se svijetlo zgušćenje, koje sadrži jezgru. Jezgra se smatra glavnim dijelom kometa. Tako je malena da se ne vidi pri tranzitu kometa. Dimenzije jezgre, osim u posljednjem preletu Halleyjeva kometa, nisu podložne izravnom mjerenju. Sudeći po tome kakva se zgušćenja javljaju, jezgre mogu biti dvostruke i višestruke. Sudeći po tome što se kometi raspadaju, jezgra je lako drobivo tijelo. O masi jezgre zaključuje se na osnovi njezinih dimenzija i gustoće (za Halleyjev komet gustoća se procjenjuje na 600 kg/m3). Komet nema primjetnog utjecaja na nebeska tijela kraj kojih prolazi. Najmanji komet ima možda masu oko 1 tonu, a gornja granica je također nepouzdana (osim realističkih 1016 kg, donose se i veće procjene). 

### Koma
Koma je raslojena u područja različite gustoće. Ima ulogu atmosfere, koja nebesko tijelo izolira od okoline i time čuva. Ima kometa koji su prošli kroz Sunčevu koronu, pola milijuna kilometara iznad fotosfere. Takav je komet Ikeya–Seki (označen kao C/1965 S1, 1965 VIII i 1965f). Veličina kome na složen način ovisi o udaljenosti od Sunca. Najveća koma javlja se kada se komet nalazi na udaljenosti od 0.9 do 1.6 AJ. Nađene su glave veličine 5 000 km pa sve do milijun km. Daleko od Sunca, komet ima okruglu glavu i plin istječe jednoliko u svim smjerovima. U blizini Sunca, koma poprima oblik parabole. To dolazi zbog strujanja tvari koje izbacuje jezgra, a struje se svijaju pod tlakom Sunčeva vjetra i teku dalje od Sunca. Znade se javiti više paraboličnih ljusaka i drugi, raznovrsni oblici kome.

### Rep
Rep je sekundarna pojava u kometa, iako pruža veličanstven dojam kojemu promatrači ne mogu odoljeti ("zvijezda repatica"). Veći komet u trenutku najvećeg sjaja može repom pokriti znatan dio neba, od obzora do zenita, kao mač nad glavom. Kada se komet približava Suncu, rep raste s brzinom od kojih milijun kilometara u danu. Tako nastaju repovi i od 100 milijuna km. Na rep djeluje Sunčeva svjetlost, Sunčev vjetar i magnetsko polje koje se kroz međuplanetarni prostor prenosi sa Sunčevim vjetrom. Zato je rep u pravilu otisnut od Sunca i tvar teče kroza nj s nekim ubrzanjem (repulsivno ili odbojno ubrzanje). Čestice Sunčeva vjetra jesu atomske jezgre vodika s nešto helijevih jezgara, kreću se brzinom od 400 do 500 km/s i u izravnom sudaru tlače na kometske ione. Nagla pojačanja struje Sunčeva vjetra, koja su uzrokovana pojavama na Suncu, dovode do toga da sila kojom Sunčev vjetar odbija kometarne čestice nadjača privlačnu silu kometa i za više od stotinu puta. I svjetlost tlači, no ona tlači na čestice prašine od kojih se odbija, a tlači i atome koji je upijaju. Gustoća Sunčevih zračenja veća je u njegovoj blizini, pa su tu i posljedice jače. 
U sudaru sa Sunčevim zračenjima, plinoviti sastojci repa vladaju se drukčije nego prah, a drukčije se vlada i neutralni plin od ioniziranog plina. Repove je Fjodor Aleksandrovič Bredihin u 19. stoljeću razvrstao prema obliku i odbojnom ubrzanju. Veoma ubrzani, pravocrtni repovi otklanjaju se točno od Sunca. Mogu se sastojati od strujnica i magličastih zgušćenja. U takvu repu otkrivene su ionizirane molekule. Manja ubrzanja javljaju se kod zakrivljenih repova. Sastoje se od čestica praha, pa svjetlost koja od njih dolazi odražena je Sunčeva svjetlost. Sasvim kratak rep položen je kao traka u smjeru prijeđene staze kometa, a sastoji se od većih čestica praha koje ne trpe nikakvo ili trpe samo malo odbojno ubrzanje. One se s jezgrom gibaju po stazi kometa. Anomalnim repom naziva se onaj koji prednjači pred kometom. Izrazit primjerak takvog “repa” imao je komet Arend - Roland (označen kao 1957 III, 1956h, C/1956 R1), predstavljajući oštricu koja je u ravnini staze bila uperena prema Suncu. Pojava je uzrokovana stanjenim oblakom prašine koja prati komet i koje ima više na tragu kometa nego ispred njega; opaža se pod povoljnim kutom gledanja, kada promatrač prolazi kroz ravninu staze kometa. U osnovi se, dakle, rep kometa sastoji od prašine i plinovitog (ioniziranog) dijela. 

### Jezgra
Jezgra je izvor svekolike pojave. O kemijskom sastavu i građi sudi se na osnovu kemijskih tvari ustanovljenih u komi i repu, a i na osnovi kemijskog sastava meteorskih rojeva koji predstavljaju ostatke kometa. Spektar kometa složen je od više dijelova. Dijelom se radi o Sunčevoj svjetlosti, odbijenoj ili od jezgre, kada je komet veoma daleko, ili od krutih čestica, zrnaca, koji se nalaze u komi i repu. Plinoviti sastojci kome i repa emitiraju spektralne linije. Fizički procesi koji uzrokuju to svijetljenje jesu različiti atomski procesi između Sunčeve svjetlosti i plina. Velik udio ima fluorescencija, proces pri kojemu upijanje svjetlosti na jednoj valnoj duljini vodi zračenju na nekoj drugoj, većoj valnoj duljini. 
Spektralnom analizom pronađene su u komi neutralne molekule. Među njima prevladavaju slobodni radikali: CH, OH, CN, NH, CH2, CH3, NH2, HCN, CS, CO, C2, C3. Radikali su kemijski veoma aktivni, njihove veze su nezasićene, a u kometu ostaju samo stalni zbog male gustoće plina. Molekula vode H2O otkrivena je među posljednjima, po emisiji radio valova. U unutarnjim slojevima kome, uz jezgru, viđeni su pojedinačni atomi: H, C, O, S te Na, Fe, Cu, Co, Cr i još neki atomi metala, što svjedoči o tome da su u unutarnjoj komi fizički i kemijski procesi najaktivniji. Katkada se vide i ioni. Pri susretu svemirskih letjelica s Halleyjevim kometom izravno su nađeni i drugi sastojci, na primjer H2O+, H3O+. U repu se zapažaju ioni CO+, CO2+, CH+, CN+, N2+, OH+, H2O+, C+, Ca+. Sve te tvari ne javljaju se čitavo vrijeme, već im pojava veoma ovisi o udaljenosti kometa od Sunca. 

#### Model zaprljane grude snijega
Promatranja i analize potvrđuju model kometske jezgre, koji je 1950. postavio Fred Lawrence Whipple. Model se naziva zaprljanom grudom snijega. Jezgra je rahli anglomerat smrznutih tvari (plinova) i stijenja, to jest prašine. Led i prah zastupljeni su otprilike jednako. Središte jezgre je u istom stanju kao u doba stvaranja kometa. Kora, koja je debela vjerojatno oko metra ili manje, nosi oznake meteorskih kratera, i u njoj prevladava prašina. Veoma je porozna. Njena je pojava, naime, posljedica procesa koji se odvijaju prilikom proleta kometa kraj Sunca. Pri svakom proletu kraj Sunca, komet veličine Halleyjeva izgubi dio kore, i nova se stvara. Do promjena na jezgri dolazi zagrijavanjem Sunčevim zračenjem, obično na udaljenosti od Sunca od 2.5 do 3 AJ. Kod Halleyjeva kometa promjene su zapažene na daljini 6 AJ, kada se pojavila koma. Mijenjala je oblik i sjaj. Sjaj se znao u jednom danu promijeniti za nekoliko puta. Zašto? Zato što iz jezgre izlazi tvar koja stvara atmosferu, ali ne izlazi jednoliko i po čitavoj površini, već iz nekoliko mjesta, i to poput mlazova. Zajedno sa strujom plina iz površine se odvajaju i čestice praha.  
Energija Sunčeva zračenja dovodi do prijelaza leda u plin. To je proces sublimacije, izravan prijelaz iz čvrstog u plinovito. No tvari koje su bile sleđene opet mogu u atmosferi resublimacijom prijeći u ledena zrnca. Tako dolazi do različitih pojava kome: plin, prah, ledena zrnca. Oblak od praha i ledenih zrnaca u daljem razvoju kometa sakriva jezgru od našeg pogleda, jer se na krutim česticama rasipa Sunčeva svjetlost. Prava jezgra sakriva se u središnjem svjetlosnom zgušćenju. Osnovni sastojak ledova je led vode (H2O). Uz vodu vjerojatni su sastojci HCN i CH3CN. Kristal leda vode, zapravo jedna vrlo velika molekula, sadrži mnoge međušupljine, u kojima se mogu smjestiti manje molekule. To su takozvani klatratni hidrati. Kada se zagrijavanjem narušava struktura leda, zajedno s molekulama vode otpuštaju se i te druge molekule. Time se tumači tipična pojava kome na daljini od 2.5 do 3 AJ. 
Brzina oslobađanja od kometa iznosi nekoliko m/s. Stoga se plin vrlo brzo širi i lako otječe u međuplanetarni prostor. Molekule se rastavljaju (disociraju) na atome i manje skupine, a atomi ioniziraju pod djelovanjem Sunčeva zračenja i Sunčeva vjetra. Jedan proces ionizacije je fotoionizacija (upijanje svjetlosti), a drugi izmjena naboja. Naime, proton Sunčeva vjetra (vodikov ion) u sudaru s neutralnim kometskim atomom oduzima njegov elektron; vodikov se ion neutralizira, a kometski se atom ionizira. Širenje ioniziranog plina na daljinu od 1 000 000 km oko kometske jezgre dovodi do presudnih posljedica. Sunčev vjetar nailazi na prepreku i usporava se. Zbog promjene u načinu strujanja javlja se takozvani udarni val, a Sunčev vjetar mijenja smjer i optječe oko kometa. Između udarnog vala i jezgre nalazi se najprije područje gdje su izmiješani ioni Sunčeva vjetra i kometski ioni; bliže kometu prevladavaju kometski ioni ili kometska plazma. Čestice praha ispunjavaju još manje područje, a najmanje područje, ledeni halo, ispunjavaju ledena zrnca. 
Najveći obujam, vodikovu koronu, ispunjavaju atomi vodika potekli iz jezgre, i mogu se zapaziti samo izvan Zemljine atmosfere, jer zrače u kratkovalnom ultraljubičastom dijelu spektra. Plin se postupno širi oko kometa na udaljenosti veću od 10 000 000 km. Sa Sunčevim vjetrom prenosi se magnetsko polje. Ono ne može prodrijeti u područje kometske plazme u središnjim dijelovima kome, već se obavija oko kometa i utječe na oblik i ponašanje repa. Stoga se na osnovi izgleda repa i njegovih promjena može suditi o stanju međuplanetarnog magnetskog polja. 

### Sjaj kometa
Sjaj kometa složena je posljedica svih fizičkih procesa koji se odvijaju pod djelovanjem svjetlosti i čestica Sunca na sleđenu jezgru i produkte njezina isparavanja, koji izgrađuju složenu i prolaznu atmosferu. Jakost svijetljenja kometa I opisuje se jednakošću:
{\displaystyle I={\frac {I_{o}}{\Delta ^{2}\cdot r^{n}}}\ }
gdje je: r - udaljenost kometa od Sunca, Δ - udaljenost kometa od Zemlje, Io - jakost svjetlosti koju bi komet imao kada bi za 1 AJ bio udaljen i od Sunca i od Zemlje. Ta jednakost kaže da je jakost svijetljenja obrnuto razmjerna kvadratu udaljenosti kometa od Zemlje. Ujedno, jakost ovisi o udaljenosti od Sunca. Kada bi svjetlost kometa bila jednostavno svjetlost Sunca odražena od tijela kometa i kada bi ono bilo uvijek jednako veliko (a ni jedno ni drugo nije istina), i sjaj kometa padao bi s kvadratom udaljenosti od Sunca, to jest bilo bi n = 2. No kako količina plina i praha okupljenih oko jezgre i pobuda plina na svijetljenje ovisi o udaljenosti, s približavanjem Suncu sjaj kometa raste brže no što bi rastao po pravilu kvadrata udaljenosti, pa je indeks n stvarno nađen u rasponu od n = 2 do n = 6. Ocjenjujući indeks dok je komet još daleko, pretkazuje se njegov sjaj u perihelu. 
Komet koji je Sunce obišao manje puta ima površinu koja nije znatnije narušena. Kometu koji je više puta obišao oko Sunca i kojemu je mnogo sleđene tvari ispareno, skorena prašina dobro štiti smrznutu tvar od zračenja i aktivnost kometa slabi, koma je manja i rep manje raskošan. "Stari" kometi koji su izgubili mnogo lako isparljivih sastojaka mogu ostati bez kome i time iščeznuti iz vida. Neki se kometi raspadaju, ostavljajući za sobom oblak čestica prašine. Ne zna se je li to tipično vladanje kometa sa starenjem, jer o čvrstoći kometske jezgre nema dovoljno znanja. 
Prema podacima svemirskih letjelica koje su se susrele s Halleyjevim kometom, u blizini perihela komet je u sekundi gubio 40 tona vode i 10 tona praha. Jezgru Halleyjeva kometa snimila je svemirska letjelica Giotto 14. ožujka 1986. kao nepravilnu gromadu, 8 km x 15 km. Na noćnom dijelu jezgre zapaža se veoma tamno tlo, crno poput ugljena, a iz osunčane polutke izbijaju pramenovi tvari.

## Zanimljivi kometi

### Enckeov komet
Enckeov komet (označen kao 2P/Encke) ima najkraće ophodno vrijeme, samo 3.3 godine. I zbog toga i zbog velikog sjaja prvak je u broju pojava, viđen je više od 50 puta. Izučava se gotovo dva stoljeća. Za to vrijeme mu se ophodno vrijeme skratilo. Razlog nije u mogućem kočenju u međuplanetarnom sredstvu, već u tome što se prilikom istjecanja tvari, a ona istječe u smjeru suprotnom od Sunca, javlja reaktivna sila zbog koje se komet približava Suncu. I sjaj mu se smanjio, za dvije zvjezdane veličine (prividna magnituda). Zanimljivo je da se uz pomoć većih teleskopa Enckov komet vidi na cijeloj stazi!

### Komet Schuster
Komet Schuster (označen kao 1975 II ili C/1976 D2) gibao se hiperboličnom stazom (e = 1.002) i posljednji je put viđen na daljini od 10 AJ, a imao je najveću udaljenost perihela: Suncu se nije primakao bliže od 6.88 AJ.

### Komet Bennett
Komet Bennett (označen kao 1970 II ili C/1969 Y1) bio je veoma sjajan (m = -1) i pokazivao je raskošan rep, ali ono čime se isticao bila je staza položena okomito na ravninu ekliptike.

### Komet Schwassmann–Wachmann 1
Komet Schwassmann–Wachmann 1 (označen kao 29P/Schwassmann–Wachmann) ima najmanje izduženu stazu, za komete gotovo kružnu (e = 0.1) i giba se između staza Jupitera i Saturna. Sjaj mu se periodički razgara, pa se povećava i za 100 puta. Ustanovljeno je da se vrti oko svoje osi s periodom od 5 dana. Slično njemu giba se komet Gunn (65P/Gunn), stazom između Marsa i Jupitera, dakle u pojasu planetoida (asteroidni pojas).

### Komet Kohoutek
Komet Kohoutek (označen kao C/1973 E1, 1973 XII ili 1973f) svestrano je opažan najraznovrsnijim tehnikama, iako je to ujedno i komet koji je najviše iznevjerio očekivanja. U blizini nije bio toliko sjajan koliko je na daljini obećavao. 

### Komet de Cheseaux
Komet de Cheseaux ili Veliki komet iz 1744. (označen kao C/1743 X1) pokazivao je lepezu od 6 repnih traka. 

### Komet Donati
Komet Donati (označen kao 1858 VI i C/1858 L1) pokazivao je glavu s nizom koncentričnih haloa.

### Bielin komet
Bielin komet (označen kao 1846 II i 3D/Biela) bio je kratkog ophodnog vremena (6.7 godina) i s putanjom u blizini Zemljine, a otkriven je 1772. Nije se ničim odlikovao do 1846., kada mu se jezgra razdvojila. Razdvajanje je nastavljeno pa je 1852. viđen u dva dijela razmaknuta za 2 milijuna kilometara. Nikad više poslije toga nije viđen, ali su se umjesto njega počeli od 1872. javljati meteorski pljuskovi. Tako je dokazano da meteorski rojevi potječu od kometa i stižu njihovim stazama, uzduž kojih se raspršuju. Meteori Bielidi zapažaju se i danas, no u sve manjem broju.

### Halleyjev komet
Halleyjev komet najčuveniji je komet svih vremena. Pobuđuje neskrivenu radoznalost i predstavnik je te vrste nebeskih tijela, iako po svojstvima nije ništa posebno, pa ga sjajem znadu nadmašiti drugi kometi. Inklinacija staze iznosi 162.2°, a ekscentricitet je e = 0.967. Suncu je najbliže 0.6 AJ, a najdalje od njega 35 AJ. Provjereni niz njegovih pojava započinje 11. pr. Kr., a završava 1986., sveukupno 27 pojava. Sigurno je zapažen i prije (na primjer 476. i 240. pr. Kr.). Ophodno vrijeme iznosi 76 godina, ali se stalno i nepravilno mijenja; znao se mijenjati od 74 do 79 godina, a dva uzastopna perioda razlikovala su se i za 3 godine. Posljednji put komet je perihelom prošao 9. veljače 1986., kada ga je presrelo pet svemirskih letjelica. Sljedeći put Halleyjev komet perihelom bi trebao proći 2061. 
Halleyjev komet je prvi komet koji je prepoznat kao stalan član Sunčeva sustava. Nazvan prema Edmondu Halleyju koji ga je opažao 1682. te povezao s prethodnim pojavama iz godine 1531. i 1607., za koje je utvrdio da ih je bilo oko 30, počevši od 476. pr. Kr. Giba se retrogradno. Kada je posljednji put prošao kroz perihel 9. veljače 1986., izbliza su ga proučavale svemirske letjelice Giotto, Sakigake, Suisei i Vega. Snimka s Giotta pokazuje izduženu jezgru izmjera 7.2 km × 7.2 km × 15.3 km. Iz vrlo tamnog tla na osunčanoj površini jezgre izbijali su mlazovi isparene tvari (leda i prašine) u obliku gejzira.

### Komet Swift-Tuttle
Komet Swift-Tuttle (označen kao 109P/Swift-Tuttle, 1737 N1) je periodični komet u Sunčevom sustavu koji je ophodnog vremena svake 133 godine. Spada u klasičnu definiciju kometa Halleyjevske vrste, koje su ophodnog vremena od 20 do 200 godina. Komet su 1862. otkrili neovisno jedan o drugome Lewis Swift (16. srpnja) i Horace Parnell Tuttle (19. srpnja). Ponovo je postao vidljiv 1992. kad ga je uočio japanski astronom Tsuruhiko Kiuchi. Bio je vidljiv dalekozorom. Vrlo je određene putanje i ima jezgru promjera 26 km.

### Komet Ikeya–Seki
Komet Ikeya–Seki  (označen kao C/1965 S1, 1965 VIII i 1965f) je dugoperiodični komet kojeg su neovisno otkrila dva promatrača, Kaoru Ikeya i Tsutomu Seki. Prvi izračuni orbite pokazali su da će komet proći veoma blizu Sunca, te će vjerojatno biti veoma sjajan. Komet se ponašao onako kako je predviđeno i kako je prilazio perihelu moglo ga se vidjeti u sred dana kako sjaji magnitudom od -10. Jezgra kometa se malo prije prolaska kroz perihel raspala u tri dijela s gotovo identičnom putanjom. Nakon prolaska kroz perihel komet se pojavio na jutarnjem nebu s veoma sjajnim repom. Početkom 1966. je komet nestao iz vida otišavši u vanjske dijelove Sunčeva sustava. Komet je pripadnik Kreutz Sungrazers obitelji kometa, koja je nastala kada se veliki komet raspao godine 1106.

### Komet Hale-Bopp
Komet Hale-Bopp (označen kao C/1995 O1) je komet koji se pojavljuje u Sunčevom sustavu svakih 3.100 godina. Ovaj temeljito promatran kometa je jedan od najsjajnijih viđenih u posljednjih nekoliko desetljeća. Mogao se je vidjeti okom rekordnih 18 mjeseci, dvaput duže od Velikog kometa 1811. godine. Komet Hale-Bopp otkriven je 1995. na vrlo velikoj udaljenosti od Sunca, što je izazvalo velika očekivanja o njenom sjaju kada bude prišla blizu Sunca.

### Komet Hyakutake
Komet Hyakutake (označen kao C/1996 B2) je komet otkriven 30. siječnja 1996. U ožujku iste godine je prošao vrlo blizu Zemlje, te je prozvan Velikim kometom 1996. Hyakutake je komet koji je prošao najbliže Zemlji u posljednjih 200 godina. Imao je vrlo velik sjaj i bio je viđen u svim područjima Zemlje.

### Komet McNaught
Komet McNaught, poznat i kao C/2006 P1, je ne periodičan komet otkriven 7. kolovoza 2006. Komet je otkrio britanskoaustralski astronom Robert H. McNaught. Komet je bio najsjajniji u posljednjih 40 godina i bio je lako vidljiv golim okom za promatrače na južnoj polutki u siječnju i veljači 2007. Komet je najveći sjaj dosegao 13. siječnja 2007. i tada je iznosila oko m = -6.0 magnituda. Između 12. i 14. siječnja komet je bio vidljiv u sred dana nedaleko od Sunca. Duljina repa kometa dosegla je pritom 35°. Svemirska letjelica Ulysses napravila je neočekivani prolaz kroz rep kometa 3. veljače 2007. Ulysses je proletio kroz McNaughtov ionski rep oko 160 milijuna kilometara od jezgre kometa. Instrumenti na letjelici registrirali su "kompleksnu kemiju" u toj regiji. Instrumenti su detektirali i usporavanje Sunčevog vjetra s 700 km/s na 400 km/s.

### Komet 17P/Holmes
Komet 17P/Holmes je periodični komet, kojeg je 6. studenog 1892. otkrio britanski astronom amater Edwin Holmes. Sjaj kometa je krajem listopada 2007. naglo skočio s magnitude +18 do čak +2.8, što odgovara povećanju sjaja od oko 500 000 puta. Komet je bio vidljiv golim okom sve do početka prosinca, u početku kao mala okrugla svijetla mrlja u zviježđu Perzej, a kasnije kao tamna okrugla mrlja. Komet je bio vidljiv iz cijele Hrvatske.

### Komet Čurjumov-Gerasimenko
Komet Čurjumov-Gerasimenko (označen kao 67P/Čurjumov-Gerasimenko ili ponekad nazvan Čuri ili 67P/C–G ili samo 67P) je komet s trenutnim ophodnim vremenom 6.45 godina, vrti se oko svoje osi za otprilike 12.4 sati i putuje brzinom 135 000 km/h. Sljedeći put će proći kroz perihel (najbliži položaj do Sunca) 13. kolovoza 2015. Komet su otkrili Klim Čurjumov i Svetlana Ivanova Gerasimenko 1969. Svemirska letjelica Rosetta, Europske svemirske agencije (ESA), tijekom jutra je lansirala sondu Philae koja se uspješno spustila na komet 67P/Čurjumov-Gerasimenko na dan 12. studenog 2014 i tako je postala prva svemirska letjelica koja je sletjela na jezgru kometa. Ona je lansirana 2. ožujka 2004. iz svemirskog centra u Francuskoj Gvajani pomoću rakete Ariane 5G, a sastoji se od dvije glavne komponente: sonde Rosetta i landera Philae.

## Vanjske poveznice
- Cometography.com